# Inglês de Sousa
Herculano Marcos Inglês de Sousa (na grafia arcaica, Herculano Marcos Inglez de Souza; Óbidos, 28 de dezembro de 1853 – Rio de Janeiro, 6 de setembro de 1918) foi um escritor, advogado, professor, jornalista e político brasileiro, tido como introdutor do naturalismo na literatura brasileira por meio do seu romance O Coronel Sangrado, publicado em Santos em 1877. Foi um dos membros fundadores da Academia Brasileira de Letras, ocupando a cadeira 28.
Inglês, que escreveu inicialmente com o pseudônimo Luiz Dolzani, ganhou reconhecimento literário após a publicação da obra O Missionário, no ano de 1891. Em suas obras, é perceptível a influência de escritores europeus, tais como Eça de Queirós e Emile Zola.
Também teve notável carreira política, começando como militante do Partido Liberal em 1878. Tendo sido eleito deputado provincial (equivalente aos atuais deputados estaduais) pela província de São Paulo, foi nomeado Presidente das províncias de Sergipe e do Espírito Santo. Foi também convidado várias vezes para integrar o Supremo Tribunal Federal, porém nunca aceitou.
Pouco antes de falecer, Inglês de Sousa foi eleito deputado federal pelo seu estado natal, o Pará, nas eleições nacionais de março de 1918.

## Biografia
Nascido no município paraense de Óbidos, Herculano Marcos Inglês de Sousa era filho do desembargador Marcos Antônio Rodrigues de Sousa e de Henriqueta Amália de Góis Brito, membros de tradicionais famílias paraenses. Herculano, que estudara inicialmente nos estados do Pará e Maranhão, graduou-se em direito, em São Paulo, pela Faculdade do Largo de São Francisco, no ano de 1876.
Inglês, que fundara diversos jornais e meios de comunicação, tornou-se secretário do Tribunal da relação do estado de São Paulo em maio de 1878 e posteriormente presidente de Sergipe e em seguida do Espírito Santo.

## Carreira literária

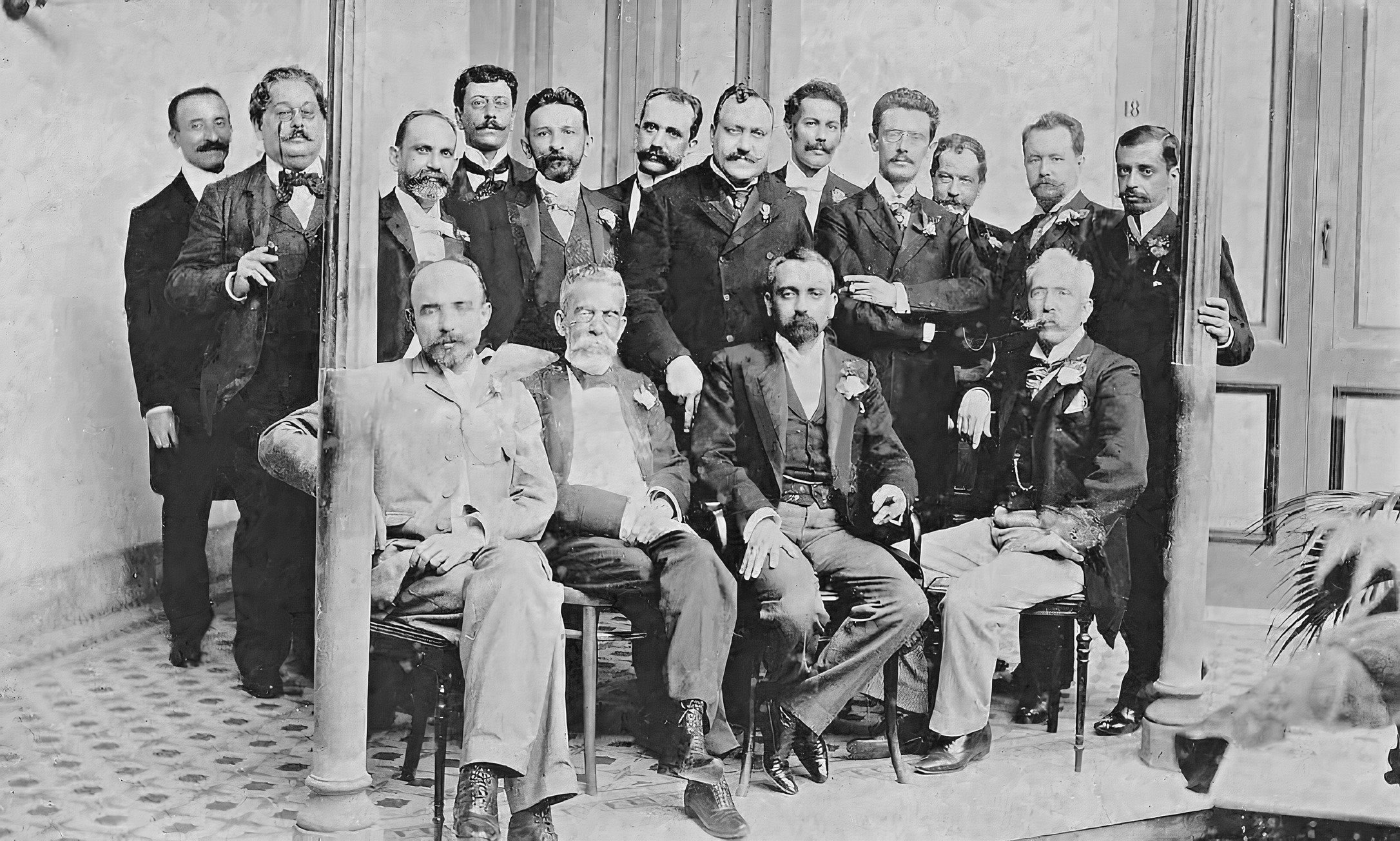
de pé: Rodolfo Amoedo, Artur Azevedo, Inglês de Sousa, Bilac, Veríssimo, Bandeira, Filinto de Almeida, Passos, Magalhães, Bernardelli, Rodrigo Octavio, Peixoto; sentados: João Ribeiro, Machado de Assis, Lúcio de Mendonça e Silva Ramos.

Publicou dois romances em 1876, O Cacaulista e História de um Pescador, aos quais seguiram-se mais dois, todos publicados sob o pseudônimo Luís Dolzani. Com Antônio Carlos Ribeiro de Andrada e Silva publicou a partir de 1877 a Revista Nacional, versando sobre ciências, artes e letras.
Foi o introdutor do naturalismo no Brasil, porém seus primeiros romances não tiveram repercussão. A principal características de sua obra é o enfoque no homem amazônico, acima da paisagem e do exotismo da região.
Compareceu às sessões preparatórias da criação da Academia Brasileira de Letras (ABL), responsável pela fundação da cadeira 28, que tem como patrono Manuel Antônio de Almeida.
Do grupo fundador da ABL participou outro ilustre obidense, José Veríssimo, que, juntamente com Araripe Júnior, Artur de Azevedo, Graça Aranha, Guimarães Passos, Joaquim Nabuco, Lúcio de Mendonça, Machado de Assis, Medeiros e Albuquerque, Olavo Bilac, Pedro Rabelo, Rodrigo Otávio, Silva Ramos, Visconde de Taunay e Teixeira de Melo, realizaram a sétima e última sessão preparatória em 28 de janeiro de 1897.
Nesta sessão foram incorporados como membros aqueles que haviam comparecido às sessões preparatórias anteriores: Coelho Neto, Filinto de Almeida, José do Patrocínio, Luís Murat e Valentim Magalhães. Foram convidados para participar como fundadores, e aceitaram, Afonso Celso Júnior, Alberto de Oliveira, Alcindo Guanabara, Carlos de Laet, Garcia Redondo, Pereira da Silva, Rui Barbosa, Sílvio Romero e Urbano Duarte.
Tornou-se conhecido com O Missionário (1891), que, como toda sua obra, revela influência de Zola. Neste romance descreve com fidelidade a vida numa pequena cidade do Pará, revelando agudo espírito de observação, amor à natureza, fidelidade a cenas regionais.

## Carreira política e jurídica
Inglês de Sousa fez os primeiros estudos no Pará, no Maranhão e no Rio de Janeiro.
Em 1870 foi para a cidade de Recife para preparar o concurso para a entrada na Faculdade de Direito do Recife, que cursou de 1872 a 1875.
Em 1875, com a nomeação de seu pai como juiz de direito em Santos, foi buscar as irmãs que estavam no Pará e partiu em 1876 para São Paulo para completar o curso de direito, inscrevendo-se no quinto (e último ano) da Faculdade de Direito de São Paulo, onde se formou em 4 de novembro de 1876.
Em 1878, quando ainda morava na cidade de Santos, onde era jornalista no Diário de Santos, de propriedade de João José Teixeira, militava ativamente no então Partido Liberal, em oposição ao Partido Conservador. Em 5 de janeiro de 1878 subiu ao poder o Partido Liberal, sob a presidência do Conselheiro João Lins Vieira Cansanção de Sinimbu e com ele Carlos Leôncio da Silva Carvalho para a pasta do Império, que nomeou Inglês de Sousa para o cargo de Secretário da Relação de São Paulo, em 18 de maio de 1878.
Foi eleito deputado provincial (equivalente aos atuais deputados estaduais) para a Assembleia Provincial de São Paulo (hoje Assembleia Legislativa do Estado de São Paulo) nas 23ª e 24ª legislaturas (1880 a 1883).
Foi nomeado presidente da província de Sergipe (hoje Estado) por carta imperial de 2 de maio de 1881 e tomou posse em 17 de maio de 1881. Sua missão consistia em controlar uma rebelião da guarnição militar local e supervisionar a aplicação da recém promulgada Lei Saraiva em Sergipe. Após controlar a situação e supervisionar as eleições de 1881, pediu exoneração do cargo que lhe foi concedida por decreto de 28 de janeiro de 1882, governando até 22 de fevereiro de 1882.
Após sua exoneração de Sergipe foi nomeado presidente da província do Espírito Santo por carta imperial de 11 de fevereiro de 1882 e tomou posse em 3 de abril de 1882.
Pediu exoneração do posto e deixou o cargo em 9 de dezembro de 1882 para tomar posse como deputado provincial da 24ª legislatura (1882 a 1883) da Assembleia Provincial de São Paulo.
A partir de 1892 fixou-se no Rio de Janeiro, como advogado, banqueiro, jornalista e professor de Direito Comercial e Marítimo na Faculdade Livre de Ciências Jurídicas e Sociais do Rio de Janeiro, atual Faculdade Nacional de Direito da UFRJ.
A publicação de Os Títulos ao Portador assegura-lhe projeção nacional e o torna jurisconsulto de fama e prestígio, sendo indicado para diretor da Faculdades de Ciências Jurídicas e Sociais do Rio de Janeiro e Presidente do Instituto dos Advogados Brasileiros (IAB) de 1907 a 1910, qualidade na qual presidiu o Primeiro Congresso Jurídico Nacional.
Convidado, mais de uma vez, para o Supremo Tribunal, não aceitou a indicação, "por motivos de ordem pessoal". Foi convidado pelo ministro Rivadávia Correia para organizar o novo Código Comercial, apresenta-o, dentro de 11 meses, com notáveis emendas aditivas, que o transformam em Código uno de direito privado, de que era convicto partidário. Realizou a primeira codificação integral de todo o direito privado. O Projeto, em três volumes, até hoje se encontra no Senado da República, pendente de estudos e discussão. Como outros excelentes e bem elaborados projetos que seriam utilíssimos se promulgados, o Código de Inglês de Souza dorme o sono eterno do esquecimento.
Nas eleições de março de 1918, foi eleito deputado federal pelo estado seu estado natal, o Pará, recebendo o diploma de deputado em 19 de abril e tomando posse em 3 de maio, mas não completou o mandato pois faleceu em 6 de setembro daquele mesmo ano.

## Morte
Inglês de Sousa faleceu na capital da República e foi sepultado no Cemitério São João Batista no dia 7 de setembro de 1918 com "um dos maiores acompanhamentos de que há memoria", segundo registrou o jornal "O País" no dia seguinte.

## Obras

### Literatura

#### Romances
- O Cacaulista, publicado sob o pseudônimo de Luís Dolzani pela Tipografia do Diário de Santos, Santos (1876).
- História de um pescador, também sob o pseudônimo de Luís Dolzani, publicado pela Tipografia do Diário de Santos, Santos (1876).
- O Coronel Sangrado, publicado ainda sob pseudônimo de Luís Dolzani na Revista Nacional de Ciências, Artes e Letras, São Paulo (1877) e em volume na Tipografia do Diário da Manha, São Paulo (1882).
- O Missionário, publicado sob o pseudônimo de Luís Dolzani pela Tipografia do Diário de Santos, Santos (1888).
  - O Missionário, segunda edição revista pelo autor e com um prólogo de Araripe Júnior, publicado em dois volumes pela Editora Laemmert, Rio de Janeiro.
  - O Missionário, terceira edição, sob a direção de Aurélio Buarque de Holanda (que fez o prefácio, a revisão e o apêndice), publicado pela Editora José Olímpio, Rio de Janeiro (1946).

#### Contos
- Contos Amazônicos, publicado pela Editora Laemmert, Rio de Janeiro (1892).

### Obras jurídicas e artigos
- Artigos e ensaios de critica literária e filosófica - publicados no jornal Lábaro, Recife (1873)
- Reforma e Regulamento da Instrução Publica, Aracaju, Sergipe, (1881)
- Relatório com que o Exm. Sr. Dr. Herculano Marcos Inglez de Souza entregou no dia 9 de dezembro de 1882 ao Exm. Sr. Dr. Martim Francisco Ribeiro de Andrada Junior a administração da Província do Espírito Santo.
- Títulos ao portador no direito brasileiro, Editora Francisco Alves, Rio de Janeiro, (1898)
- Projeto de Código Comercial, Imprensa Nacional, Rio de Janeiro, (1912)

## Academia Brasileira de Letras
Fundador da cadeira 28 da Academia.

## Cronologia
- 28 de dezembro de 1853 - Nasce em Óbidos (Pará)
- 1875 - Escreve O Cacaulista, publicado em Santos em 1876
- 1876 - Forma-se pela Faculdade de Direito de São Paulo
- 1877 - Publica em Santos O Coronel Sangrado
- 1878 - Em maio é nomeado Secretário da Relação de São Paulo no Governo do Conselheiro João Lins Vieira Cansanção de Sinimbu; em dezembro casa-se em Santos com Carlota Emília Peixoto, sobrinha-bisneta de José Bonifácio de Andrada e Silva;[13] funda o jornal Diário de Santos; funda o jornal Tribuna Liberal; funda com o Dr. Antônio Carlos a Revista Nacional de Ciências, Artes e Letras; elabora o projeto de criação da Escola Normal de São Paulo
- 1880-1881 - Deputado da Assembleia Legislativa Provincial de São Paulo (Império: 23ª Legislatura)
- 1881 - Funda a revista A Ilustração Paulista
- 1881-1882 - Nomeado Presidente da Província de Sergipe (Lei Saraiva)
- 1882 (Março a dezembro) - Nomeado Presidente da Província do Espírito Santo
- 1882-1883 - Deputado da Assembleia Legislativa Provincial de São Paulo (Império: 24ª Legislatura)

Perde a nomeação à Assembleia Geral e abandona a política
- 1883 - Advoga em Santos
- 1888 - Escreve O Missionário
- 1890 - Muda-se para São Paulo e durante a política do encilhamento funda o Banco de Melhoramentos de São Paulo
- 1891 - Publica O Missionário, escrito em 1888.
- 1892 - Muda-se para o Rio de Janeiro, então capital do Brasil
- 1894 - E convidado e aceita lecionar na Faculdade Livre de Ciências Jurídicas e Sociais do Rio de Janeiro
- 1896 - Participa da criação da Academia Brasileira de Letras e redige o projeto de estatutos.
- 1897 - Na sessão de 28 de janeiro foi nomeado tesoureiro da Academia.
- 1898 - Publica Títulos ao Portador no Direito Brasileiro
- 1899 - Revisa e publica a segunda edição de O Missionário
- 1902 - Nomeado diretor da Faculdade Livre de Ciências Jurídicas e Sociais do Rio de Janeiro
- 1908 - Presidente do Instituto da Ordem dos Advogados; preside o 2° Congresso Jurídico Brasileiro
- 1916 - Representa o Brasil no Congresso financeiro Pan-Americano em Buenos Aires, Argentina, no qual é escolhido Presidente da Comissão para a unificação da legislação sobre letras de câmbio
- 1918 - Nas eleições nacionais de março, foi eleito deputado federal pelo Pará, seu estado natal
- 6 de setembro de 1918 - Morre no Rio de Janeiro aos 64 anos